# کورت لهووک
 کورت لهووک (انگلیسی: Kurt Lehovec؛ زاده ۱۲ ژوئن ۱۹۱۸ درگذشته ۱۷ فوریه ۲۰۱۲) یک فیزیک‌دان چک-ایالات متحده آمریکا بود.